# María Silvia Ferrucci
María Silvia Ferrucci de Carreras (Bell Ville, 24 de marzo de 1950) es una botánica, curadora, y profesora argentina. Es investigadora en el campo de la embriología y la anatomía vegetal; como "investigadora principal" del CONICET; en el "Instituto de Botánica del Nordeste", Universidad Nacional del Nordeste. También es profesora titular en Morfología de Plantas Vasculares (FCA-UNNE); dictando la materia completa en la "Extensión Aúlica Las Breñas", provincia de Chaco.
En 2000 se doctoró en Ciencias Naturales en la Facultad de Ciencias Exactas, Físicas y Naturales de la Universidad Nacional de Córdoba, Córdoba (Argentina). Su tesis doctoral versó sobre "Revisión de los géneros Cardiospermum y Urvillea para el neotrópico (Sapindaceae)" presentada a la Fac. de Ciencias Exactas, Físicas y Naturales de la Universidad Nacional de Córdoba.
Ha realizado expediciones botánicas en Corrientes, Bolivia, Perú, Brasil.

## Algunas publicaciones
- jd Urdampilleta, ms Ferrucci, all Vanzela, er Forni Martins. 2008. Differences and resemblances in banding patterns and ribosomal DNA distribution in four species of Paullinieae tribe (Sapindaceae). Cytologia (Japón) 73 (3): 283-291

- ----------------, a Pereira de Souza, fer Martins, drs Schneider, all Vanzela, maría s. Ferrucci. 2009. Molecular and cytogenetic characterization of an AT-rich satellite DNA family in Urvillea chacoensis Hunz. (Paullinieae, Sapindaceae). Genetica 136: 171-177

- ec Lattar, sm Solís, mm Avanza, ms Ferrucci. 2009. Estudios morfo-anatómicos en nectarios florales y extraflorales de Triumfetta rhomboidea (Malvaceae, Grewioideae). Bol. Soc. Argent. Bot. 44 (1-2): 33-41

### Fascículos de Floras
- ms Ferrucci. 1991. Sapindaceae. En: R.S. Spichiger & L. Ramella, Flora del Paraguay. ISBN 2-8277-0518-4: 1-144, figs. 1-51. (Genève-Missouri Botanical Garden)

- ----------------. 1998. Sapindaceae. En A. T. Hunziker (ed.), Fl. Fanerogámica Argentina. ISSN 0328-3453. fasc. 52: 1-44

### Capítulos de Libros
- ms Ferrucci. 1995. Sapindaceae. En B.L.Stannard (ed.), Flora of the Pico das Almas, Bahia, Brazil. ISBN 0 947643 76 1: 581-585. Royal Botanic Gardens, Kew

- ----------------. 1995. Sapindaceae. En Caballero Marmori, G. (ed.), Especies vegetales del área de influencia de Itaipú. Biota 3: 60-61. (Paraguay)

- ----------------. 1998. Sapindaceae. En Sales, M.F. de, S.J. Mayo & M.J.N Rodal (eds.), Plantas Vasculares das Florestas Serranas de Pernambuco. Um checklist da Flora Ameaçada dos Brejos de Altitude Pernambuco-Brasil: 99-101. Recife, Universidade Federal Rural de Pernambuco

- ----------------. 1998. Sapindaceae y Tiliaceae. En B. Dubs (ed.), Prodromus Florae Matogrossensis. Part I. Checklist of Angiosperms. ISBN 3-9520244-1-3: 263-268; 284-286. Betrona-Verlag, Suiza

- lm Anzótegui, m.s. Ferrucci. 1998. Sapindaceae. En S.M. Pire, L.M. Anzótegui y G.A. Cuadrado (eds.), Flora Polínica del Nordeste Argentino. ISBN 950-656-032-3. 1: 95-104, lám. 1-6. EUDENEUNNE (Corrientes, Argentina)

- ms Ferrucci. 1999. Sapindaceae. En F. O. Zuloaga y O. Morrone (eds.), Catálogo de las Plantas Vasculares de la República Argentina II. Monogr. Syst. Bot. Missouri Bot. Gard. ISBN/ISSN 0-915279-65-7/0161-1542. 74: 1019-1027. 1-1269. Ed. V.C. Hollowell. St. Louis, Misuri

- ----------------. Tiliaceae. En F. O. Zuloaga y O. Morrone (eds.), Catálogo de las Plantas Vasculares de la República Argentina II. Monogr. Syst. Bot. Missouri Bot. Gard. ISBN/ISSN 0-915279-65-7/0161-1542. 74: 1121-1123. 1-1269. Ed. V.C. Hollowell. St. Louis, Misuri

- ----------------. 8. Ferrucci, M.S. 2000. Importancia de la citogenética en la taxonomía de Paullinieae, Sapindaceae. Tópicos Atuais em Botânica Brasilia, DF, ISBN 85-87696-06-4:23-28

- ----------------, s Cáceres Moral, m Galbany Casals. 2002. Las plantas trepadoras. En M. M. Arbo & S. Tressens (eds.), Flora del Iberá. ISBN 950-656-062-5. 111-153, figs. 2.1-2.108, EUDENE-UNNE (Corrientes, Argentina)

- ----------------. 2003. Sapindaceae. En R. Kiesling (director), Flora de San Juan. República Argentina. II. ISBN 950-9446-36-X: 94-98

- ----------------. 2004. Sapindaceae. En L. Novara (ed.), Flora del Valle de Lerma. Aportes Botánicos de Salta-Ser. Flora ISSN 0327-506X. 7(4): 1-44

- ----------------. 2005. Sapindaceae. En V. Castro Souza & H. Lorenzi (eds.), Botanica Sistemática. ISBN 85-86714-21.6: 437-441. 2ª ed. 2008

- ----------------. 2005. Sapindaceae. En N.M. Bacigalupo (directora), Flora Ilustrada de Entre Ríos (Argentina) IV B. ISBN 987-521-173-7: 218-241

- ----------------. 2005. Tiliaceae. En N.M. Bacigalupo (directora), Flora Ilustrada de Entre Ríos (Argentina) IV B. ISBN 987-521-173-7: 258-265

### Libros
- sg Tressens, a. Schinini, ms Ferrucci, mm Arbo. 1994. "Excursión Botánica al Parque Nacional Iguazú". Guía de campo elaborada para el VI Congreso Latinoamericano de Botánica. 9-12-X-1994. 32 pp.

## Honores
Miembro
- Sociedad Argentina de Botánica

Distinciones
- 1988: invitada al Royal Botanic Gardens, Kew, para trabajar en taxonomía y citología de Sapindáceae con la Dra. M. Johnson y el Dr. T. Pennington

Premios
- al mejor trabajo de la Sesión Citogenética Vegetal, XXIX Reunión Anual Sociedad de Biología de Chile, XXVII Congreso Argentino de Genética, Viña del Mar, Chile, 8-10 de octubre de 1996. Premio instituido por la Sociedad Argentina de Genética

- La abreviatura «Ferrucci» se emplea para indicar a María Silvia Ferrucci como autoridad en la descripción y clasificación científica de los vegetales.[1]